# Acela

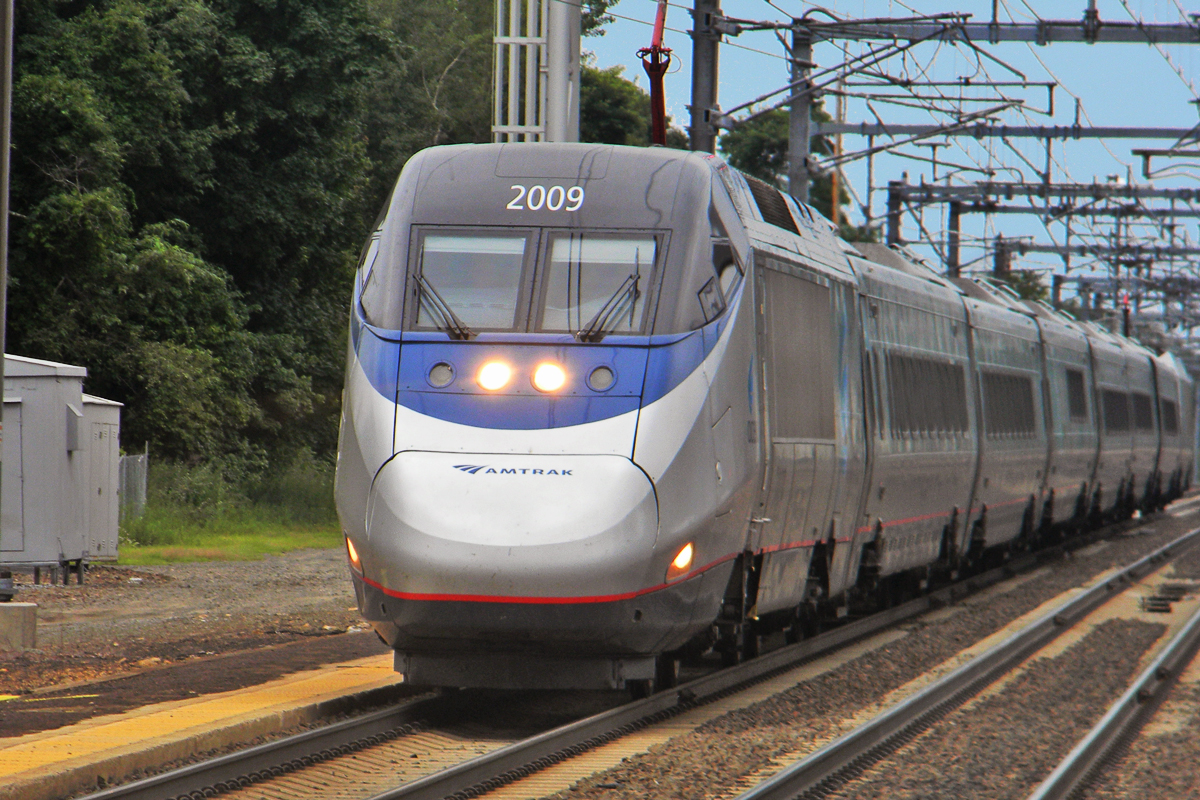
Skład Amtrak Acela Express, prowadzony przez lokomotywę nr #2009 w stanie Connecticut

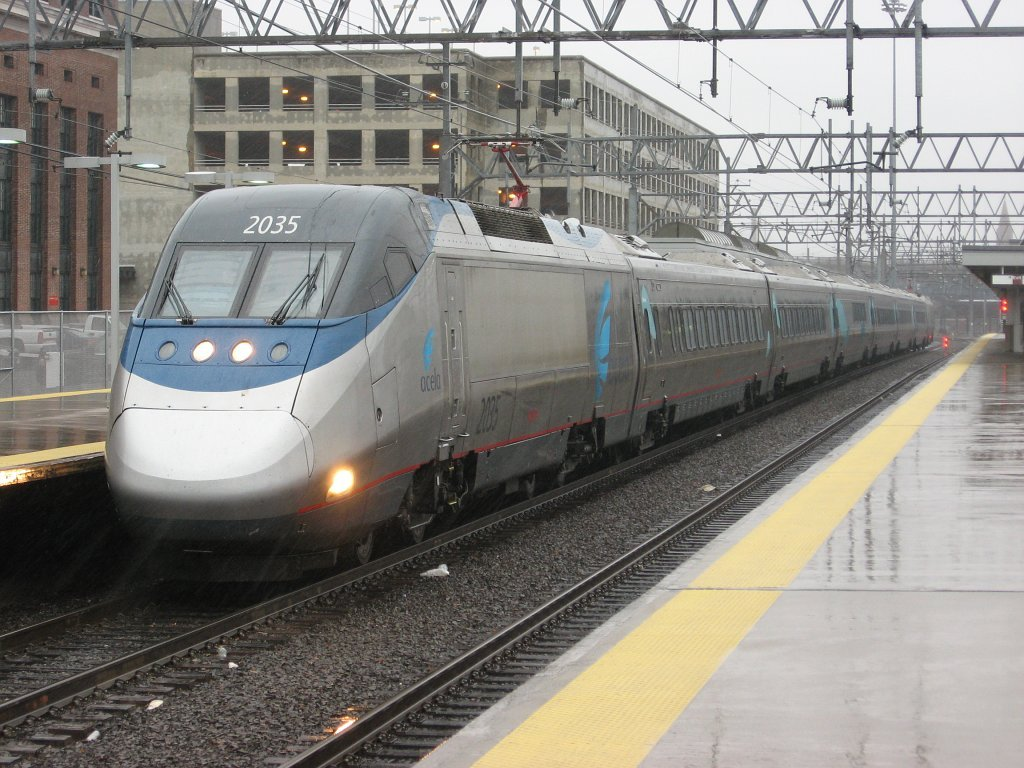

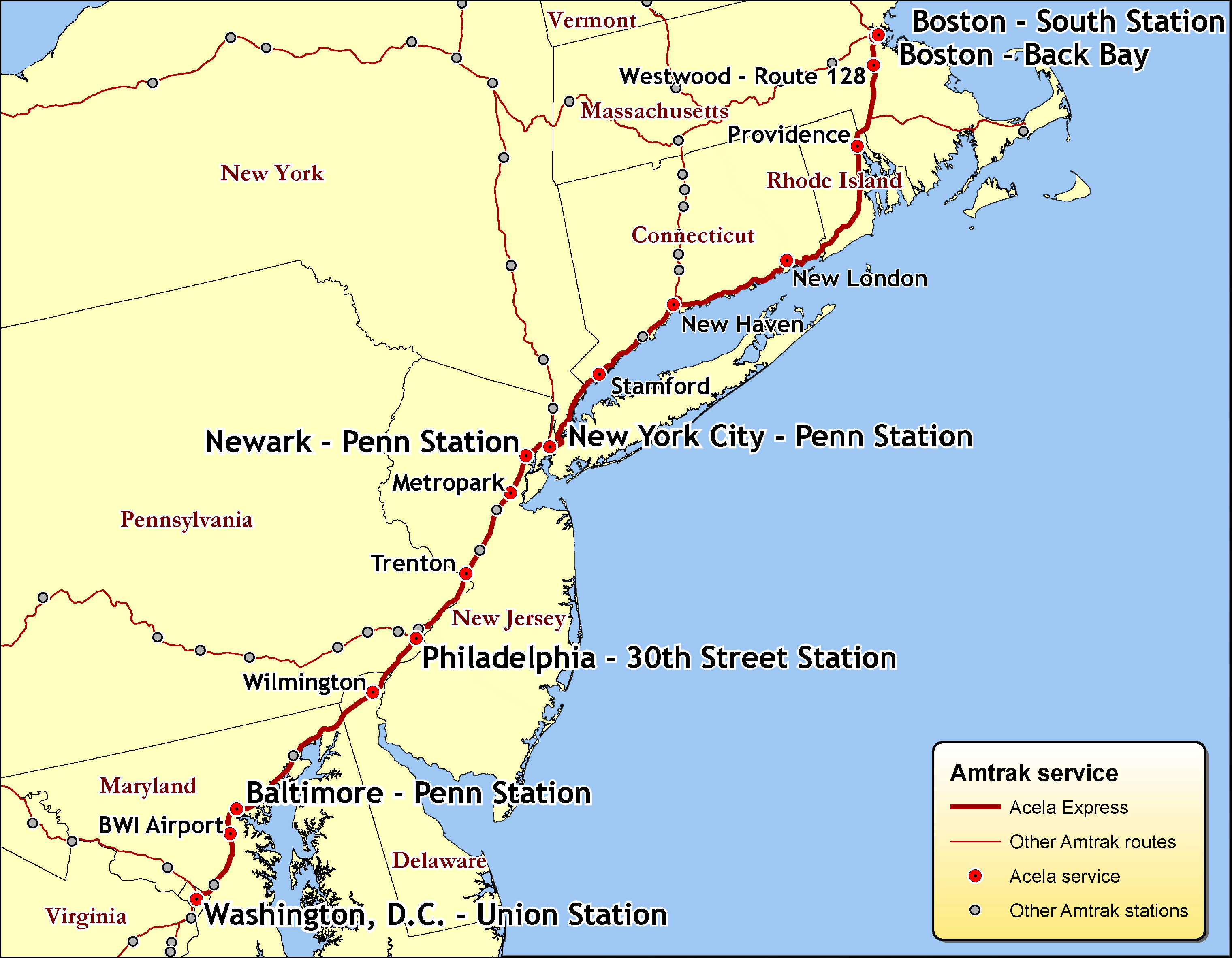
Mapa połączenia Waszyngton – Boston

Acela (do 2019 jako Acela Express) – rodzaj amerykańskich elektrycznych pociągów pasażerskich dużych prędkości, osiągających prędkość 240 km/h, poruszających się po linii Northeast Corridor. Pociągi rozpoczynają swój bieg w Bostonie, a kończą w Waszyngtonie.
Acela Express kursuje po tej trasie od 16 października 2000 roku. Operatorem połączenia jest Amtrak.
Czas przejazdu z Nowego Jorku do Waszyngtonu wynosi 2 h 45 min (328 km).

## Trasa
- Boston South Station
- Back Bay
- Route 128
- Providence
- New London Union Station
- New Haven Union Station
- Stamford Transportation Center
- New York Pennsylvania Station
- Newark Pennsylvania Station
- Metropark
- Trenton Transit Center
- 30th Street Station
- Wilmington
- Baltimore Pennsylvania Station
- BWI Rail Station
- Washington Union Station